# Ewige Jugend

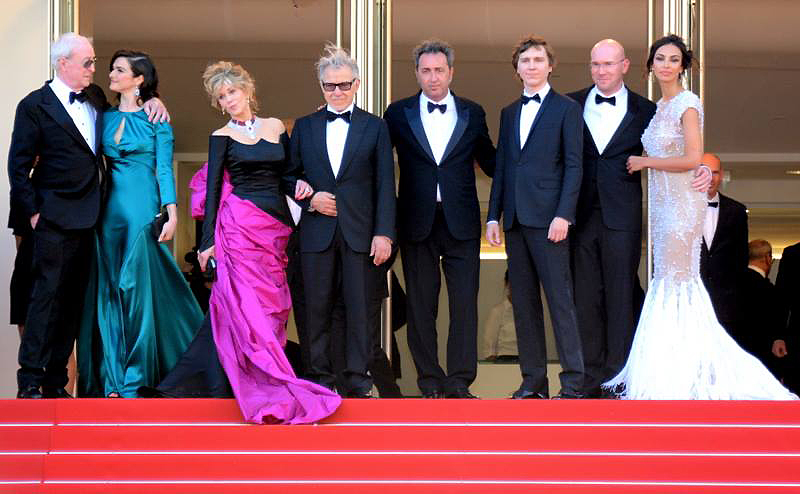
Regisseur und Schauspieler beim Filmfestival in Cannes

Ewige Jugend (Originaltitel: Youth) ist eine Tragikomödie von Paolo Sorrentino aus dem Jahr 2015. Premiere feierte der Film am 20. Mai 2015 bei den 68. Internationalen Filmfestspielen von Cannes. Deutschlandpremiere hatte er am 25. September bei der Cologne Conference, in den deutschen Kinos lief er am 26. November 2015 an. Es ist der zweite Film, den Sorrentino in englischer Sprache gedreht hat.

## Handlung
Die alten Freunde Fred Ballinger und Mick Boyle verbringen ihre Ferien in einem eleganten Sanatorium in den Schweizer Alpen. Sie gestalten ihr Leben im Alter sehr unterschiedlich: Der früher gefeierte Komponist und Dirigent Fred hat sich vollständig zurückgezogen und seine musikalische Karriere beendet. Der immer noch erfolgreiche Regisseur Mick hingegen ist gerade dabei, einen letzten Film mit seiner langjährigen Muse Brenda Morell zu realisieren, und stellt während des Films mit einem Autorenteam das Drehbuch fertig.
Als an Fred von einem Abgesandten des Buckingham Palace der sehnliche Wunsch der Queen übermittelt wird, er möge seine bekannte Komposition „Simple Songs“ in London dirigieren, lehnt er aus persönlichen Gründen mehrmals ab. Seine Tochter und Managerin Lena ist damit nicht einverstanden, muss aber zunächst darüber hinwegkommen, dass ihr Mann, Micks Sohn, sie wegen einer anderen Frau (Paloma Faith) verlassen hat. Andererseits hilft Fred einem Jungen, der einen der „Simple Songs“ auf der Violine übt, und verbessert dessen Spielen.
Während Fred und Mick sich gemeinsam entspannen, Erinnerungen reflektieren und über das Leben philosophieren, werden parallel dazu in Rückblenden oder Traumsequenzen mehrere weitgehend unabhängige Geschichten erzählt. Als Sidekick beteiligt sich an ihren Gesprächen gelegentlich der jüngere Schauspieler Jimmy Tree, der sich auf eine Rolle vorbereitet.
Nachdem Brenda eine entschiedene Absage für den Film erteilt hat, was für das Projekt das Aus bedeutet, springt Mick nach einem letzten Gespräch mit Fred vom Balkon. Fred gibt sich einen Ruck, besucht nach langer Zeit seine in Venedig lebende demente Frau – der er seine „Simple Songs“ gewidmet hat, was der Grund für seine Ablehnung war – und entschließt sich doch noch dazu, der Queen zuzusagen. Mit seiner Aufführung des Werkes endet der Film.

### Träume und Wünsche im Film
Träume und Wünsche der Protagonisten werden in die Handlung des Films eingeblendet:
- Fred überquert bei Aqua alta auf einem Steg den Markusplatz in Venedig. Auf halbem Weg kommt ihm eine schöne Frau entgegen, sie drängen sich eng aneinander vorbei. Dann steigt das Wasser rapide an und er ertrinkt.
- Freds Tochter erscheint als Star in einem grell-bunten Musikvideo ihrer Konkurrentin.
- An einer Wiese in der Nähe des Hotels dirigiert Fred eine Kuhherde, wobei sich aus Kuhglocken und anderen Naturgeräuschen eine strukturierte Musik ergibt.
- Mick erscheinen kurz vor seinem Tod auf einer weiten Wiese sämtliche Hauptdarstellerinnen seiner Filme in den entsprechenden Kostümen.
- Jimmy maskiert sich in seiner Rolle als Adolf Hitler und brüskiert damit alle anderen Bewohner.

## Hintergrund

### Drehorte

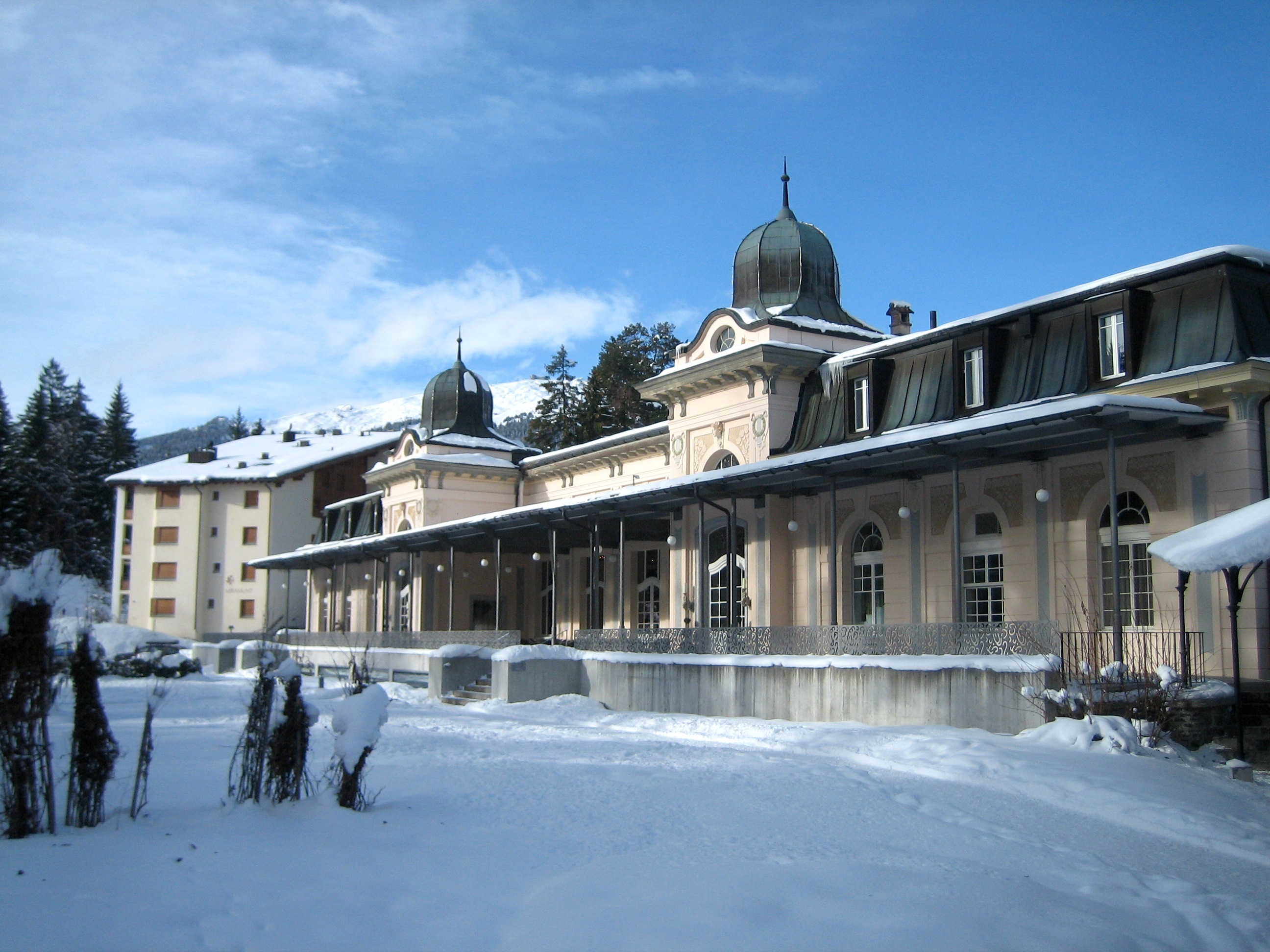
Hotel Waldhaus (Pavillon) in Flims
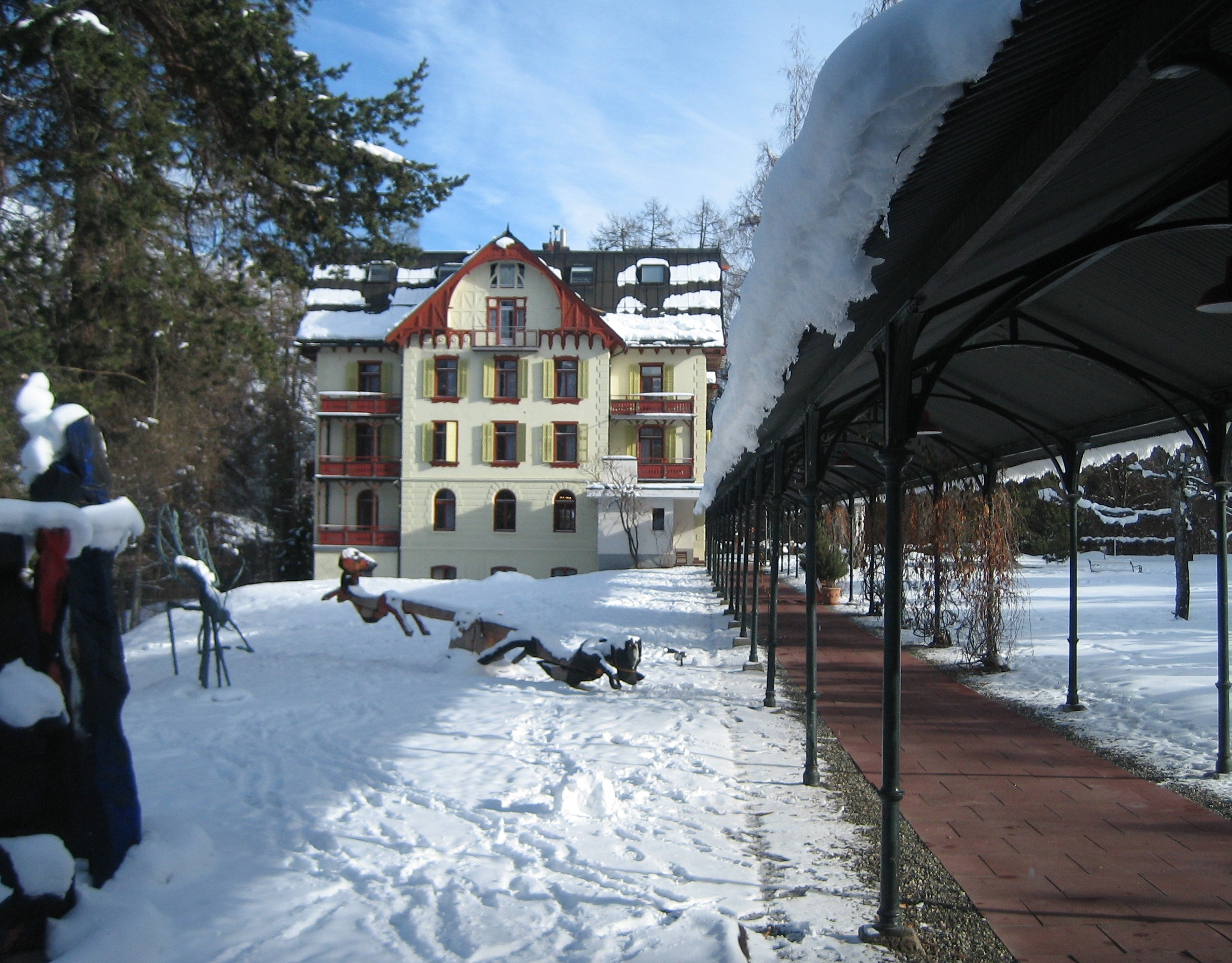
Hotel Waldhaus (Passage)
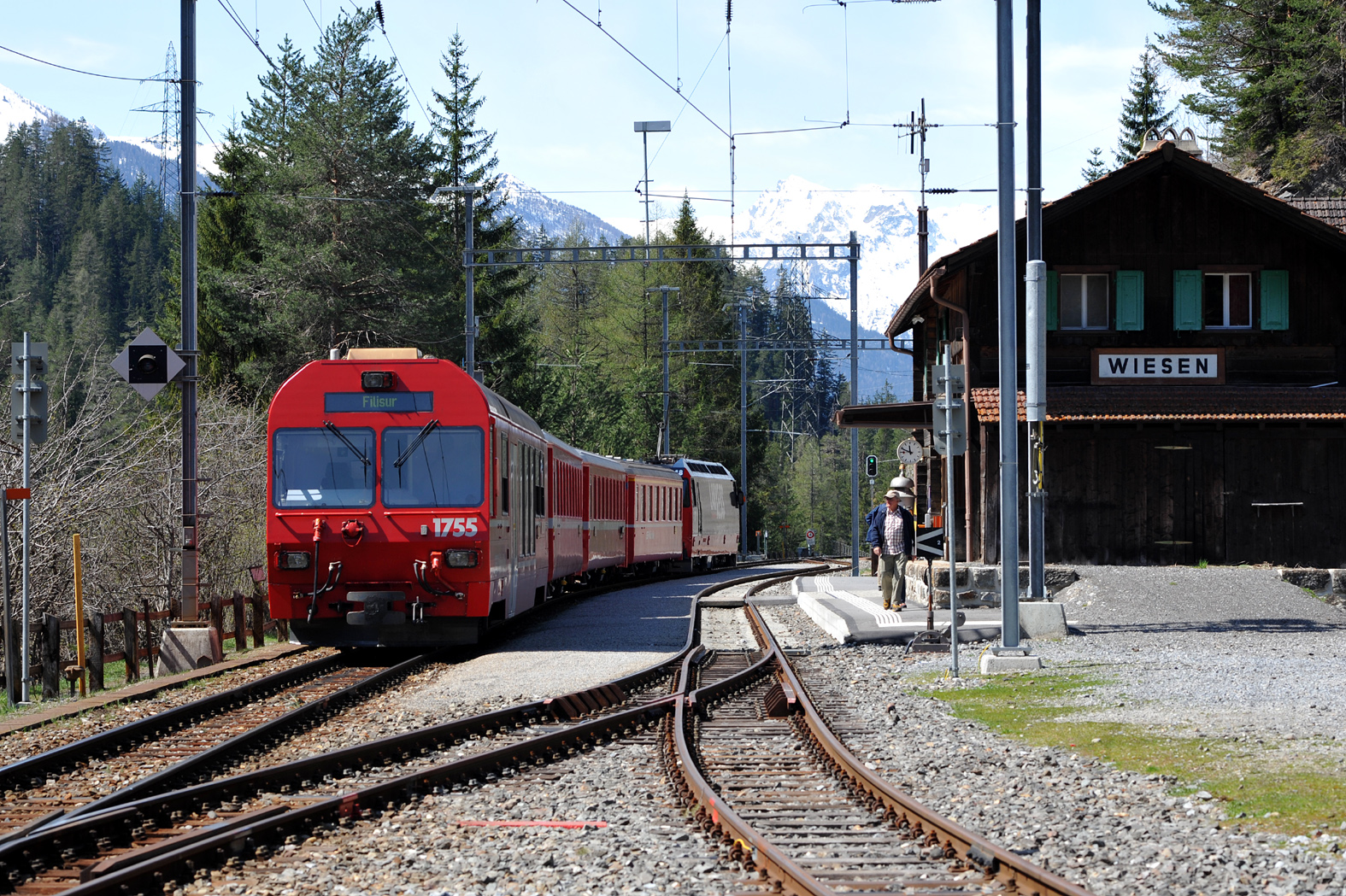
Haltepunkt Wiesen
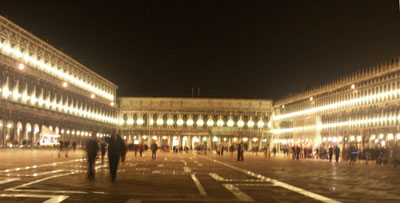
Markusplatz in Venedig
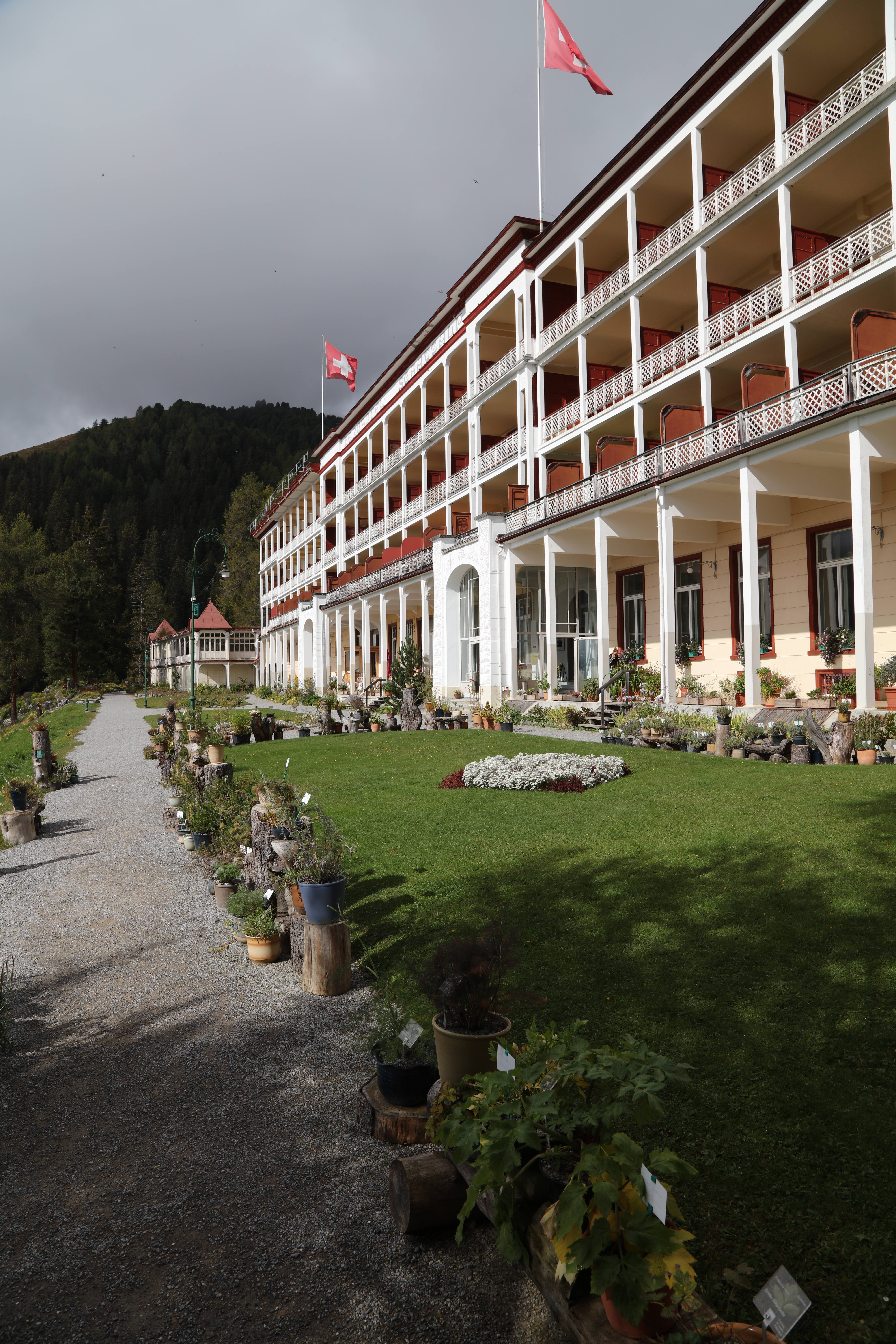
Schatzalp bei Davos

## Kritik
Als „Machismo-Phantasie“ bezeichnete Wolfgang Höbel den Film bei Spiegel Online. Die Story sei „so dünn wie die Schweizer Bergluft“. Die Kraft des Films entstehe nicht aus den „stets ausgesucht geschmackvollen Arrangements des Regisseurs, sondern aus der Kunst der Schauspieler“.
Für Jan Schulz-Ojala vom Tagesspiegel ist Ewige Jugend ein „filmisches Meisterwerk“. Kritik übt er an der Wahl des deutschen Filmtitels, im Original „Youth“ (Jugend); der deutsche Verleih habe „die klare Kante des Originaltitels schlappgeschliffen“.
„Rentnerfilm“ und „Altes Kino für alte Augen“ schrieb Andreas Kilb in der FAZ über Sorrentinos Werk. Den Regisseur habe man nach Il divo, Cheyenne und besonders La grande bellezza für einen Blender halten können. Das sei vorbei. Offenbar habe er „auf dreitausend Meter Höhe steigen müssen, um dort etwas zu finden, was seine Filme vorher nicht hatten. Jetzt hat er es. Tiefe.“

## Auszeichnungen (Auswahl)
- Hollywood Film Award 2015: Beste Nebendarstellerin (Jane Fonda)
- Internationales Filmfestival Karlovy Vary 2015: Publikumspreis
- Nastro d’Argento 2015: Beste Regie, Beste Kamera, Bester Schnitt
- Europäischer Filmpreis 2015: Bester Film, Beste Regie, Bester Darsteller (Michael Caine)
- David di Donatello Awards 2016: Beste Musik
- Oscarverleihung 2016: Nominierung in der Kategorie Bester Song für Simple Song#3
- Die Deutsche Film- und Medienbewertung FBW in Wiesbaden verlieh dem Film das Prädikat besonders wertvoll.